# Chiesa della Purificazione della Beata Vergine Maria (Loreggia)
La chiesa della Purificazione della Beata Vergine Maria è la parrocchiale di Loreggia, in provincia di Padova e diocesi di Treviso; fa parte del vicariato di Camposampiero.

## Storia
La prima testimonianza dell'esistenza di un luogo di culto a Loreggia risale al 1152; nel 1190 la pieve risultava intitolata a santa Maria. La chiesa, caratterizzata dalla presenza di divisori nel mezzo della navata per separare gli uomini dalle donne, fu consacrata nel 1437 dal vescovo di Treviso. L'edificio fu demolito all'inizio del XVII secolo per far posto alla nuova parrocchiale, costruita nel 1625.
Nel 1727 la chiesa fu profondamente trasformata e ampliata, ribaltandone di 180° l'orientamento. I lavori proseguirono nei decenni seguenti: nel 1736 fu sopraelevato il campanile, nel 1752 fu posato il nuovo pavimento marmoreo e nel 1755 fu collocato l'altare maggiore barocco; nel 1777 il luogo di culto fu consacrato dal vescovo di Treviso Paolo Francesco Giustinian e intitolato alla Purificazione della Beata Vergine Maria.
Nel corso del XIX secolo furono apportate altre modifiche negli esterni, mentre la facciata fu ricostruita nel 1923.
L'edificio fu sottoposto a lavori di restauro tra il 1974 e il 1976 e nuovamente tra il 2014 e il 2016.

## Descrizione
La chiesa si sviluppa su un impianto a navata unica affiancata da due cappelle per lato, con ingresso a est e presbiterio absidato a ovest.
La simmetrica facciata, rivestita in marmorino, è tripartita da quattro lesene ioniche, a sostegno di un'alta trabeazione; al centro si apre l'ampio portale d'ingresso ad arco a tutto sesto, sormontato da un architrave in rilievo. In sommità la fronte è scandita in tre parti da due lesene doriche; nel mezzo si eleva un frontone curvilineo, mentre ai lati si allungano due volute; a coronamento si ergono al centro e alle estremità tre statue.
Sulla sinistra, separato dal tempio, si innalza il campanile cinquecentesco in stile tardo romanico, eretto probabilmente sul luogo di una torre romana d'avvistamento. La cella campanaria settecentesca,  affacciata sulle quattro fronti attraverso bifore ad arco a tutto sesto scandite da colonnine, ospita un concerto di sei campane a sistema veronese in Reb3 calante intonate secondo la scala diatonica maggiore. Le cinque campane maggiori sono opera della fonderia vescovile Luigi Cavadini e figlio di Verona, fuse in anni diversi fra il 1893 e il 1926. La sesta campana è stata aggiunta ex novo a gennaio 2022, opera della Fonderia De Poli di Revine Lago (TV).
Tra il 2021 e il 2022, le Cavadini sono state sottoposte a un importante restauro conservativo che ha riguardato la rigenerazione dei bronzi, il rifacimento del castello portante, dell’impianto elettrico di movimentazione e il ripristino del suono manuale. Oggi, oltre ad ospitare uno dei rari concerti a sei campane del territorio, il campanile di Loreggia risulta essere l'unica torre della diocesi in cui convivono il suono a distesa sincronizzata gestito elettricamente e il concerto solenne a bicchiere “alla veronese” eseguito a corda.
In sommità si eleva una lanterna a pianta ottagonale, coronata da un'aguzza cuspide.
I fianchi, illuminati da finestroni rettangolari, sono caratterizzati dalla presenza dei portali d'accesso secondari, di cui quello sul lato sinistro preceduto da un protiro del 1843 retto da due colonne doriche.
All'interno la navata è coperta da una volta a botte lunettata, decorata con stucchi e, al centro di un grande ovale, un affresco raffigurante l'Assunzione della Vergine, opera del pittore Sebastiano Santi; dai lati, scanditi in quattro campate da lesene corinzie, si affacciano sull'aula, attraverso ampie arcate a tutto sesto, le cappelle laterali; una di queste accoglie la pregevole pala di San Rocco.
Nella parete opposta al presbiterio, sopra alla porta d'ingresso, sono situate la cantoria e la superba cassa d'organo lignea, la cui sommità ospita un paliotto con croce e due statue allegoriche ai lati. La stessa cassa racchiude l'organo storico del 1851, opera organaria del padovano Angelo Agostini costruita salvando alcuni registri dell'organo settecentesco preesistente, strumento attribuito al sacerdote organaro padovano don Giorgio Pinafo. La facciata con le canne "ad ali d'angelo" è stata ricostruita dalla ditta "Domenico Malvestio & Figlio" nel 1894.  
Il presbiterio, preceduto dall'arco trionfale a tutto sesto, è coperto da una cupola; i lati, l'abside poligonale e la volta sono riccamente decorati con affreschi di Sebastiano Santi e con stucchi rococò in rilievo, raffiguranti angeli e scene bibliche; al centro è collocato l'altare maggiore settecentesco, ornato con statue e con un paliotto in marmi policromi.